# Ляпин (река)
Ляпин или Сыгва — река в России, протекает по территории Берёзовского района Ханты-Мансийского автономного округа, левый и самый крупный приток Северной Сосьвы. Образуется слиянием рек Хулга и Щекурья, стекающих с Приполярного Урала. Длина — 151 км, из них 149 км (до села Саранпауль) считаются судоходными. От истока наибольшей, левой составляющей — реки Хулга — 404 км. Площадь водосборного бассейна — 27300 км². Принимает приток Кемпаж. Течёт на юго-восток по западной окраине Западно-Сибирской равнины. Извилиста. Питание смешанное, с преобладанием снегового. Половодье с мая по сентябрь. Средний расход — 345 м³/с. Замерзает в октябре, вскрывается во 2-й половине мая.
На реке Ляпин обнаружено неолитическое поселение на мысе Чэстый-яг.

## Притоки

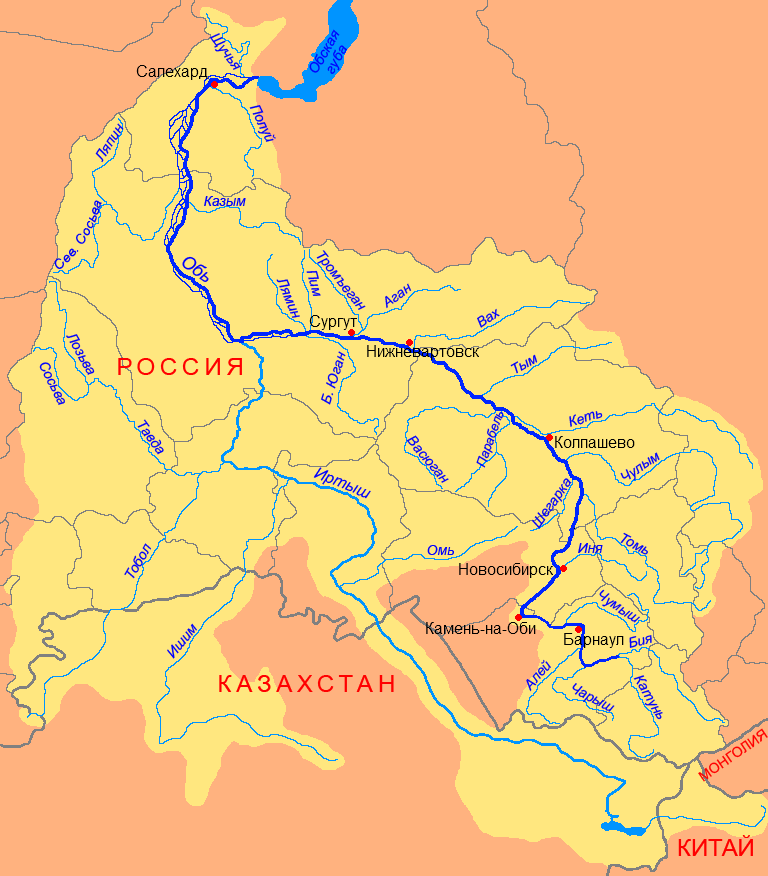
Бассейн Оби

- 9 км: Рактъя
- 49 км: Хулалынья
- 58 км: Кемпаж
- 67 км: протока Устъахт
- 82 км: Озимъя
- 93 км: Сомая
- 97 км: Нялкъя
- 103 км: Повел
- 122 км: Соимъя
- 136 км: Хулюмъя
- 151 км: Хулга
- 151 км: Щекурья

## Данные водного реестра
По данным государственного водного реестра России относится к Нижнеобскому бассейновому округу, водохозяйственный участок реки — Северная Сосьва, речной подбассейн реки — Северная Сосьва. Речной бассейн реки — (Нижняя) Обь от впадения Иртыша.